# Temporada 2018-19 del Campeonato NACAM de Fórmula 4
La temporada 2018-19 del Campeonato NACAM de Fórmula 4 fue la cuarta edición de dicho campeonato. Comenzó el 26 de octubre de 2018 en la Ciudad de México y finalizó el 4 de agosto de 2019 igual en la Ciudad de México.
El mexicano Manuel Sulaimán fue el ganador del Campeonato de Pilotos.

## Equipos y pilotos
Las escuderías y pilotos para la temporada 2018-19 fueron las siguientes:
| Escudería            | N.º | Piloto                 | Clase | Rondas |
| -------------------- | --- | ---------------------- | ----- | ------ |
| Ram Racing           | 2   | Manuel Sulaimán        |       | Todas  |
| Ram Racing           | 8   | Noel León              |       | 1      |
| Ram Racing           | 31  | Álex García            |       | Todas  |
| Scuderia Martiga EG  | 5   | Kory Enders            |       | 1      |
| Scuderia Martiga EG  | 6   | Chara Mansur           |       | Todas  |
| Scuderia Martiga EG  | 7   | Jak Crawford           |       | Todas  |
| Scuderia Martiga EG  | 22  | Nicholas Christodoulou |       | 3–7    |
| Easy-Shop.com Racing | 9   | Daniel Forcadell       |       | Todas  |
| Telcel RPL Racing    | 10  | Rodrigo Gutiérrez      |       | 2      |
| Telcel RPL Racing    | 10  | Pipo Villa             |       | 4–6    |
| Telcel RPL Racing    | 11  | Mariano Martínez       |       | 1      |
| Telcel RPL Racing    | 12  | Pablo Pérez de Lara    |       | Todas  |
| Telcel RPL Racing    | 20  | Emiliano Richards      |       | 3–7    |
| Telcel RPL Racing    | 58  | Emiliano Tagosam       |       | 5–7    |
| Telcel RPL Racing    | 77  | Mateo Llarena          |       | 1–6    |
| Telcel RPL Racing    | 99  | José Garfias           |       | 7      |
| Rand Team            | 10  | Eloy Lopez             |       | 7      |
| Prop Car Racing      | 13  | Íñigo León             |       | 1      |
| Prop Car Racing      | 70  | Gabriel Bacó           |       | 1      |
| FRF Racing           | 19  | Diego Ortíz            |       | 1      |
| FRF Racing           | 28  | Mariano del Castillo   |       | 2–7    |
| FRF Racing           | 29  | Luis Fernando Segura   |       | 7      |
| FRF Racing           | 77  | Ricardo Escoto         |       | 7      |
| Marespi Racing Team  | 21  | Sergio Martínez        |       | 2      |
| JLBernal Racing      | 22  | Nicholas Christodoulou |       | 1–2    |
| FF&R IBC Group       | 53  | Álex Servín            |       | 3–7    |
|                      | 0   | José Sierra            | I     | 2      |
|                      | 10  | José Sierra            | I     | 3      |
|                      | 18  | Álex Servín            |       | 2      |

| Icono | Leyenda                                              |
| ----- | ---------------------------------------------------- |
| I     | Pilotos invitados no son elegibles para sumar puntos |

## Calendario
El calendario consistió de las siguientes 7 rondas.
| Ronda | Ronda | Circuito                                       | Fecha         |
| 2018  | 2018  | 2018                                           | 2018          |
| ----- | ----- | ---------------------------------------------- | ------------- |
| 1     | C1    | Autódromo Hermanos Rodríguez, Ciudad de México | 27 de octubre |
| 1     | C2    | Autódromo Hermanos Rodríguez, Ciudad de México | 28 de octubre |
| 2019  |       |                                                |               |
| 2     | C1    | Autódromo Miguel E. Abed, Amozoc               | 2 de febrero  |
| 2     | C2    | Autódromo Miguel E. Abed, Amozoc               | 3 de febrero  |
| 2     | C3    | Autódromo Miguel E. Abed, Amozoc               | 3 de febrero  |
| 3     | C1    | Autódromo San Luis 400, San Luis Potosí        | 16 de marzo   |
| 3     | C2    | Autódromo San Luis 400, San Luis Potosí        | 17 de marzo   |
| 3     | C3    | Autódromo San Luis 400, San Luis Potosí        | 17 de marzo   |
| 4     | C1    | Autódromo Monterrey, Apodaca                   | 13 de abril   |
| 4     | C2    | Autódromo Monterrey, Apodaca                   | 14 de abril   |
| 4     | C3    | Autódromo Monterrey, Apodaca                   | 14 de abril   |
| 5     | C1    | Óvalo Aguascalientes México, Aguascalientes    | 18 de mayo    |
| 5     | C2    | Óvalo Aguascalientes México, Aguascalientes    | 19 de mayo    |
| 5     | C3    | Óvalo Aguascalientes México, Aguascalientes    | 19 de mayo    |
| 6     | C1    | Autódromo Miguel E. Abed, Amozoc               | 15 de junio   |
| 6     | C2    | Autódromo Miguel E. Abed, Amozoc               | 16 de junio   |
| 6     | C3    | Autódromo Miguel E. Abed, Amozoc               | 16 de junio   |
| 7     | C1    | Autódromo Hermanos Rodríguez, Ciudad de México | 3 de agosto   |
| 7     | C2    | Autódromo Hermanos Rodríguez, Ciudad de México | 4 de agosto   |
| 7     | C3    | Autódromo Hermanos Rodríguez, Ciudad de México | 4 de agosto   |

## Resultados
| Ronda | Ronda | Ronda                                          | Pole Position          | Vuelta rápida          | Piloto ganador      | Equipo ganador      |
| 2018  | 2018  | 2018                                           | 2018                   | 2018                   | 2018                | 2018                |
| ----- | ----- | ---------------------------------------------- | ---------------------- | ---------------------- | ------------------- | ------------------- |
| 1     | C1    | Autódromo Hermanos Rodríguez, Ciudad de México | Kory Enders            | Kory Enders            | Manuel Sulaimán     | Ram Racing          |
| 1     | C2    | Autódromo Hermanos Rodríguez, Ciudad de México |                        | Kory Enders            | Kory Enders         | Scuderia Martiga EG |
| 2019  |       |                                                |                        |                        |                     |                     |
| 2     | C1    | Autódromo Miguel E. Abed, Amozoc               | Manuel Sulaimán        | Jak Crawford           | Manuel Sulaimán     | Ram Racing          |
| 2     | C2    | Autódromo Miguel E. Abed, Amozoc               |                        | Jak Crawford           | Jak Crawford        | Scuderia Martiga EG |
| 2     | C3    | Autódromo Miguel E. Abed, Amozoc               | Manuel Sulaimán        | Jak Crawford           | Manuel Sulaimán     | Ram Racing          |
| 3     | C1    | Autódromo San Luis 400, San Luis Potosí        | Manuel Sulaimán        | Manuel Sulaimán        | Manuel Sulaimán     | Ram Racing          |
| 3     | C2    | Autódromo San Luis 400, San Luis Potosí        |                        | Jak Crawford           | Jak Crawford        | Scuderia Martiga EG |
| 3     | C3    | Autódromo San Luis 400, San Luis Potosí        | Manuel Sulaimán        | Manuel Sulaimán        | Pablo Pérez de Lara | Telcel RPL Racing   |
| 4     | C1    | Autódromo Monterrey, Apodaca                   | Manuel Sulaimán        | Manuel Sulaimán        | Manuel Sulaimán     | Ram Racing          |
| 4     | C2    | Autódromo Monterrey, Apodaca                   |                        | Jak Crawford           | Manuel Sulaimán     | Ram Racing          |
| 4     | C3    | Autódromo Monterrey, Apodaca                   | Manuel Sulaimán        | Jak Crawford           | Manuel Sulaimán     | Ram Racing          |
| 5     | C1    | Óvalo Aguascalientes México, Aguascalientes    | Manuel Sulaimán        | Manuel Sulaimán        | Manuel Sulaimán     | Ram Racing          |
| 5     | C2    | Óvalo Aguascalientes México, Aguascalientes    |                        | Emiliano Richards      | Emiliano Richards   | Telcel RPL Racing   |
| 5     | C3    | Óvalo Aguascalientes México, Aguascalientes    | Manuel Sulaimán        | Jak Crawford           | Manuel Sulaimán     | Ram Racing          |
| 6     | C1    | Autódromo Miguel E. Abed, Amozoc               | Jak Crawford           | Jak Crawford           | Jak Crawford        | Scuderia Martiga EG |
| 6     | C2    | Autódromo Miguel E. Abed, Amozoc               |                        | Jak Crawford           | Pablo Pérez de Lara | Telcel RPL Racing   |
| 6     | C3    | Autódromo Miguel E. Abed, Amozoc               | Jak Crawford           | Jak Crawford           | Jak Crawford        | Scuderia Martiga EG |
| 7     | C1    | Autódromo Hermanos Rodríguez, Ciudad de México | Jak Crawford           | Nicholas Christodoulou | Jak Crawford        | Scuderia Martiga EG |
| 7     | C2    | Autódromo Hermanos Rodríguez, Ciudad de México |                        | Jak Crawford           | Jak Crawford        | Scuderia Martiga EG |
| 7     | C3    | Autódromo Hermanos Rodríguez, Ciudad de México | Nicholas Christodoulou | Jak Crawford           | Manuel Sulaimán     | Ram Racing          |

## Clasificaciones

### Sistema de puntuación
| Posición | 1  | 2  | 3  | 4  | 5  | 6 | 7 | 8 | 9 | 10 |
| Puntos   | 25 | 18 | 15 | 12 | 10 | 8 | 6 | 4 | 2 | 1  |

### Campeonato de Pilotos
| Pos.                                   | Piloto                 | AHR1 | AHR1 | PUE1 | PUE1 | PUE1 | SLP | SLP | SLP | MTY | MTY | MTY | AGS | AGS | AGS | PUE2 | PUE2 | PUE2 | AHR2 | AHR2 | AHR2 | Puntos |
| -------------------------------------- | ---------------------- | ---- | ---- | ---- | ---- | ---- | --- | --- | --- | --- | --- | --- | --- | --- | --- | ---- | ---- | ---- | ---- | ---- | ---- | ------ |
| 1                                      | Manuel Sulaimán        | 1    | 2    | 1    | Ret  | 1    | 1   | 4   | Ret | 1   | 1   | 1   | 1   | 2   | 1   | 2    | 8    | 2    | 2    | 5    | 1    | 366    |
| 2                                      | Jak Crawford           | 5    | 3    | 3    | 1    | 2    | 2   | 1   | 4   | Ret | 2   | 6   | 2   | 4   | Ret | 1    | 3    | 1    | 1    | 1    | 2    | 322    |
| 3                                      | Pablo Pérez de Lara    | 2    | 5    | 2    | 3    | 4    | 5   | 2   | 1   | NC  | 5   | NC  | 3   | 7   | 4   | 4    | 1    | 4    | 4    | 3    | 12   | 245    |
| 4                                      | Nicholas Christodoulou | 13   | 8    | 10   | 6    | 6    | 3   | 3   | 3   | 2   | 4   | 2   | 4   | 5   | 3   | 3    | 4    | 3    | 3    | 2    | 3    | 243    |
| 5                                      | Álex García            | 11   | 10   | 5    | 5    | 3    | 7   | 8   | 6   | 5   | 7   | 4   | 5   | 3   | 2   | 8    | 6    | 8    | 8    | 4    | 4    | 169    |
| 6                                      | Emiliano Richards      |      |      |      |      |      | 6   | 7   | 2   | 3   | 3   | 3   | 6   | 1   | 7   | 5    | 7    | 5    | Ret  | 12   | 5    | 152    |
| 7                                      | Mariano del Castillo   |      |      | 4    | 2    | 7    | 4   | NC  | 5   | 7   | Ret | 7   | 7   | 6   | 5   | 7    | 2    | 7    | 11   | 10   | Ret  | 127    |
| 8                                      | Chara Mansur           | 12   | 9    | 6    | 7    | 8    | 5   | 5   | 7   | 6   | 8   | 8   | 9   | 8   | 6   | 6    | 5    | 6    | 5    | 8    | 9    | 120    |
| 9                                      | Daniel Forcadell       | 7    | 13   | 7    | 4    | Ret  | 8   | 6   | 8   | 4   | 6   | 5   | 8   | NC  | Ret | NC   | 9    | Ret  | DNS  | DNS  | Ret  | 76     |
| 10                                     | Kory Enders            | 4    | 1    |      |      |      |     |     |     |     |     |     |     |     |     |      |      |      |      |      |      | 37     |
| 11                                     | Noel León              | 3    | 4    |      |      |      |     |     |     |     |     |     |     |     |     |      |      |      |      |      |      | 27     |
| 12                                     | Luis Fernando Segura   |      |      |      |      |      |     |     |     |     |     |     |     |     |     |      |      |      | 7    | 7    | 7    | 18     |
| 13                                     | Mateo Llarena          | 8    | 7    | 8    | Ret  | 9    | DNS | DNS | DNS | DNS | DNS | DNS | Ret | Ret | Ret | Ret  | Ret  | Ret  |      |      |      | 18     |
| 14                                     | Eloy Lopez             |      |      |      |      |      |     |     |     |     |     |     |     |     |     |      |      |      | 10   | 6    | 6    | 17     |
| 15                                     | José Garfias           |      |      |      |      |      |     |     |     |     |     |     |     |     |     |      |      |      | 6    | 9    | 8    | 14     |
| 16                                     | Gabriel Baco           | 6    | 12   |      |      |      |     |     |     |     |     |     |     |     |     |      |      |      |      |      |      | 8      |
| 17                                     | Íñigo León             | Ret  | 6    |      |      |      |     |     |     |     |     |     |     |     |     |      |      |      |      |      |      | 8      |
| 18                                     | Ricardo Escoto         |      |      |      |      |      |     |     |     |     |     |     |     |     |     |      |      |      | 9    | 11   | 10   | 3      |
| 19                                     | Mariano Martínez       | 9    | Ret  |      |      |      |     |     |     |     |     |     |     |     |     |      |      |      |      |      |      | 2      |
| 20                                     | Rodrigo Gutiérrez      |      |      | 9    | Ret  | DNS  |     |     |     |     |     |     |     |     |     |      |      |      |      |      |      | 2      |
| 21                                     | Diego Ortíz            | 10   | 11   |      |      |      |     |     |     |     |     |     |     |     |     |      |      |      |      |      |      | 1      |
| 22                                     | Álex Servín            |      |      | DNS  | Ret  | DNS  | DNS | DNS | DNS | DNS | DNS | DNS | DNS | Ret | Ret | Ret  | Ret  | Ret  | DNS  | Ret  | 11   | 0      |
| –                                      | Emiliano Tagosam       |      |      |      |      |      |     |     |     |     |     |     | Ret | Ret | Ret | Ret  | Ret  | Ret  | DNS  | DNS  | DNS  | 0      |
| –                                      | Pipo Villa             |      |      |      |      |      |     |     |     | DNS | DNS | DNS | DNS | Ret | Ret | Ret  | Ret  | Ret  |      |      |      | 0      |
| –                                      | Lucas Medina           |      |      |      |      |      |     |     |     |     |     |     |     |     |     | DNS  | Ret  | Ret  |      |      |      | 0      |
| Pilotos no elegibles para sumar puntos |                        |      |      |      |      |      |     |     |     |     |     |     |     |     |     |      |      |      |      |      |      |        |
|                                        | José Sierra            |      |      | DNS  | DNS  | 5    | DNS | DNS | DNS |     |     |     |     |     |     |      |      |      |      |      |      |        |
| Pos.                                   | Piloto                 | AHR1 | AHR1 | PUE1 | PUE1 | PUE1 | SLP | SLP | SLP | MTY | MTY | MTY | AGS | AGS | AGS | PUE2 | PUE2 | PUE2 | AHR2 | AHR2 | AHR2 | Puntos |

| Color     | Resultado                        |
| --------- | -------------------------------- |
| Oro       | Ganador                          |
| Plata     | 2.ª plaza                        |
| Bronce    | 3.ª plaza                        |
| Verde     | Finalizó en los puntos           |
| Azul      | Finalizó sin puntos              |
| Azul      | NC - No clasificado              |
| Violeta   | Ret - No terminó (Carrera)       |
| Rojo      | DNQ - No se clasificó            |
| Negro     | DSQ - Descalificado              |
| Blanco    | DNS - No empezó (carrera)        |
| Blanco    | WD - Retirado (fin de semana)    |
| Blanco    | C - Carrera cancelada            |
| Sin color | DNP - Inscrito pero no participó |
| Sin color | INJ - Lesionado                  |
| Sin color | EX - Excluido                    |

| Estado  | Resultado                                                               |
| ------- | ----------------------------------------------------------------------- |
| Negrita | Pole position                                                           |
| Cursiva | Vuelta rápida                                                           |
| †       | Abandona, pero clasifica al completar el porcentaje requerido para ello |